# Водний транспортний засіб

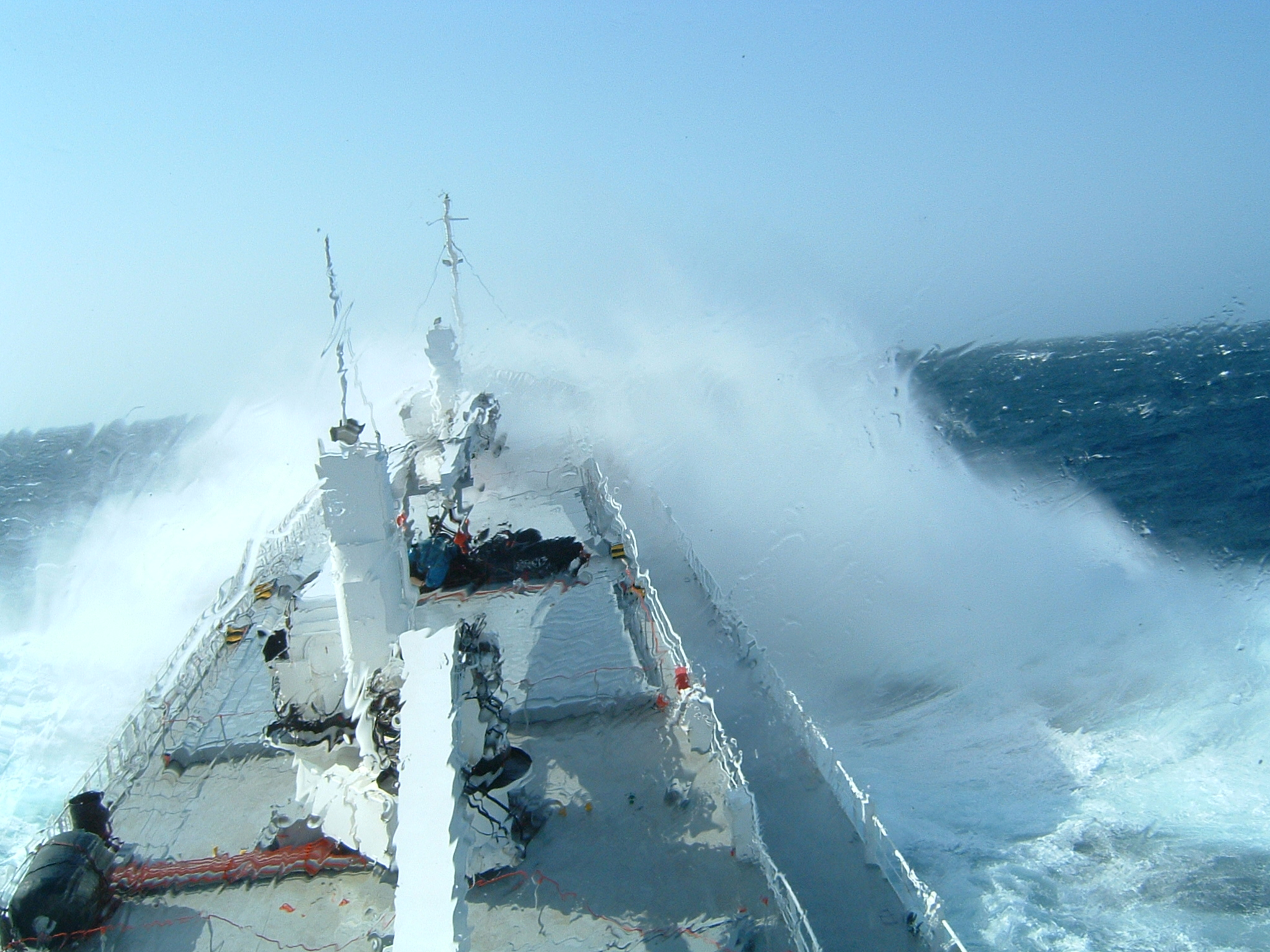

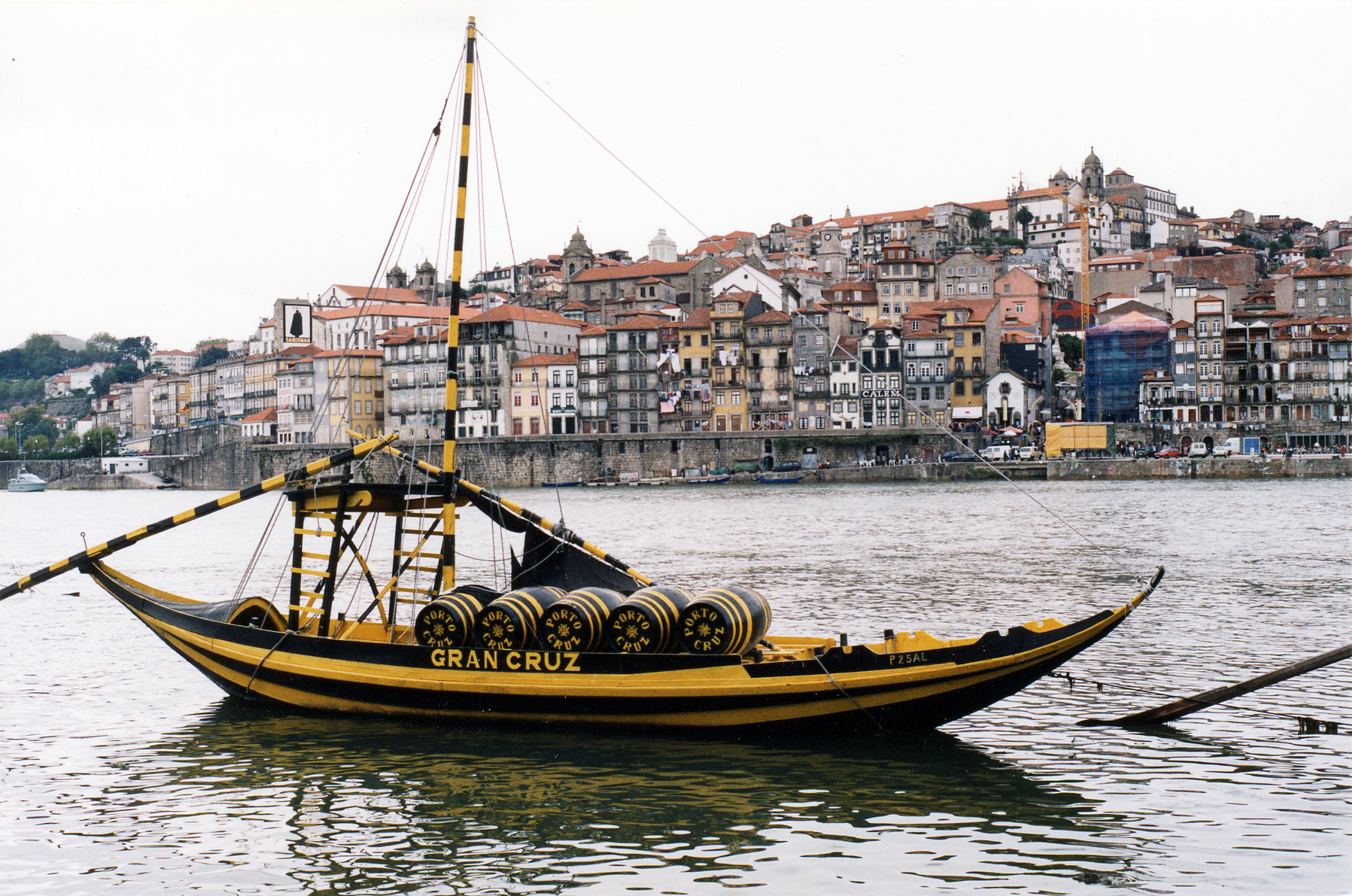
Несамохідний водний транспортний засіб

Во́дний тра́нспортний за́сіб — будь-яка самохідна чи несамохідна плавуча споруда, що використовується для:
- перевезення вантажів, пасажирів, багажу та пошти, для рибного чи іншого морського промислу, розвідки, добування корисних копалин, рятування людей і суден, що зазнають лиха на морі;
- буксирування інших суден та плавучих об'єктів, здійснення гідротехнічних робіт чи піднімання майна, що затонуло в морі;
- для несення спеціальної державної служби (охорона промислів, санітарна й карантинна служби, захист моря від забруднення тощо);
- для наукових, навчальних, культурних і спортивних цілей.